# Ville-le-Marclet
Ville-le-Marclet település Franciaországban, Somme megyében. Lakosainak száma 464 fő (2022. január 1.). Ville-le-Marclet Brucamps, Flixecourt, Mouflers, Saint-Léger-lès-Domart, Saint-Ouen, Surcamps és Vauchelles-lès-Domart községekkel határos.

## Népesség
A település népessége az elmúlt években az alábbi módon változott:
| Lakosok száma | 491  | 481  | 498  | 473  | 471  | 469  | 466  | 463  | 464  |
|               | 2013 | 2015 | 2016 | 2017 | 2018 | 2019 | 2020 | 2021 | 2022 |